# Baniwa jezik
Baniwa jezik (baniba, baniua do içana, baniva, dakenei, issana, kohoroxitari, maniba; ISO 639-3: bwi), jezik Indijanaca Baníwa do Içana sa srednjeg toka rijeke Içana u Brazilu i u Venezueli duž kolumbijske granice. Pripada aravačkoj porodici. Njime govori 5 460 ljudi u Brazilu (1983 SIL) i ima više dijalekata kojima se služe različite skupine: 4 057 Baniwa, 1 000 Hohodené, 403 Siusi-Tapuya (Seuci), Kadaupuritana, Sucuriyu-Tapuya, Irá-Tapuya, Kawá-Tapuya, Waliperedakenai (Ribeiro 1967); i izumrli Carútana. U Venezueli ima 610 govornika (2007 SIL) od 2 408 etničkih, a govori se u državi Amazonas.
Gotovo svi se služe i španjolskim [spa]. Nekadašnji individualni jezik carútana, imao je 300 govornika (2000), sada se vodi kao njegov izumrli dijalekt, a identifikator je povučen iz upotrebe. Smatra se da bi kohoroxitari mogao biti drugi naziv za baniwa.

## Vanjske poveznice
- Ethnologue (14th)